# Ahmad Ngouyamsa
Ahmad Toure Ngouyamsa Nounchil, né le 21 décembre 2000 à Yaoundé, est un footballeur international tchadien évoluant au poste de défenseur. Il a également la nationalité camerounaise, pays dont il a été international à une reprise.

## Biographie

### En club
Ngouyamsa fait ses débuts professionnels avec son club du Dijon FCO lors d'une victoire un but à zéro en Ligue 1 contre le Lille OSC, le 12 janvier 2020, à la suite de l’expulsion de Hamza Mendyl. Il est notamment remarqué pour sa longue touche à l’origine du seul but de la rencontre.
Il signe son premier contrat professionnel le 5 mai 2020, s’engageant jusqu’en 2022. Il est titulaire dès la journée d'ouverture du championnat au SCO Angers lors d'une défaite un but à zéro. La semaine suivante contre l'Olympique lyonnais (défaite 4-1), il concède un penalty au duel avec Maxwel Cornet. Il est ensuite plus rarement convoqué au sein du groupe professionnel, ne réapparaissant que lors de la dernière journée, disputant douze minutes de jeu.
Dijon relégué en Ligue 2 pour la saison 2021-2022, il glane du temps de jeu dès le début de saison.
Après la relégation du DFCO en National 1, il signe pour deux saisons au Rodez AF qui évolue en Ligue 2.

### En équipe nationale
Ngouyamsa représente les moins de 17 ans du Cameroun lors de la Coupe d'Afrique des nations des moins de 17 ans 2017.
Il fait ses débuts avec l'équipe nationale du Cameroun lors d'un match nul et vierge en amical contre le Japon, le 9 octobre 2020.
En septembre 2024 et malgré une sélection avec le Cameroun, il est sélectionné par le Tchad et joue ses premiers matchs contre la Sierra Leone et la Côte d'Ivoire. 